# Eleutherodactylus corona
Eleutherodactylus corona es una especie de anfibio anuro de la familia Eleutherodactylidae.

## Distribución geográfica
Esta especie es endémica de Haití. Habita a una altitud de 1120 m en el macizo de la Hotte.

## Descripción
Los machos miden de 17.2 a 18.4 mm y las hembras de 16.6 a 19.1 mm.

## Etimología
El nombre específico corona proviene del latín corona, la corona, en referencia a los múltiples tubérculos presentes en las cabezas de la mayoría de los especímenes de esta especie.

## Publicación original
- Hedges & Thomas, 1992 : Two New Species of Eleutherodactylus from Remnant Cloud Forest in Haiti (Anura: Leptodactylidae). Herpetologica, vol. 48, n.º 3, p. 351-358[5]